# Crocidura levicula
Crocidura levicula es una especie de musaraña de la familia de los soricidae.

## Distribución geográfica
Es endémica de Célebes.